# 韓国科学技術院衛星4号
韓国科学技術院衛星4号（英: Korea Advanced Institute of Science and Technology Satellite 4 - Kaistsat 4）または、STSAT-1（Science and Technology Satellite-1）は大韓民国の紫外線宇宙望遠鏡。
韓国航空宇宙研究院が資金を提供。2003年9月27日、ロシアのプレセツク宇宙基地より、コスモス3Mロケットで打ち上げられ、高度675-695kmの地球軌道に投入された。重量120kgで、紫外線カメラを搭載し、およそ一年で全天撮影を行う。